# アワン
アワン（Awan）は、旧約聖書『創世記』第4章に登場する人物で、カインの妻にして妹。旧約聖書に名前は出ておらず、エチオピア正教会正典『ヨベル書』第4章に名前が出る。名前はヘブライ語で「不義」という意味である。
アダムとイヴの間に第二ヨベルの第五年週に長女として産まれた。アワンが生誕したのは、アンノ・ムンディで78年から84年頃のことと考えられている。弟セトが産まれた後、カインと結婚し第四ヨベルの終わりにカインとの間に息子エノクを儲けた。